# José Carlos Chaves
José Carlos Chaves Innecken (Atenas, 3 settembre 1959) è un ex calciatore costaricano, di ruolo difensore o centrocampista.